# Santa María Lachixío
Santa María Lachixío es una localidad del estado mexicano de Oaxaca. Es cabecera del municipio de Santa María Lachixío.

## Demografía
| Censo | Población |
| ----- | --------- |
| 1900  | 659       |
| 1910  | 672       |
| 1921  | 672       |
| 1930  | 607       |
| 1940  | 613       |
| 1950  | 612       |
| 1960  | 675       |
| 1970  | 541       |
| 1980  | 596       |
| 1990  | 772       |
| 1995  | 826       |
| 2000  | 925       |
| 2005  | 1005      |
| 2010  | 1091      |
| 2020  | 1099      |